# Morgan Gibbs-White
Morgan Anthony Gibbs-White (Stafford, 27 januari 2000) is een Engels voetballer die doorgaans speelt als middenvelder. In augustus 2022 verruilde hij Wolverhampton Wanderers voor Nottingham Forest. Gibbs-White maakte in 2024 zijn debuut in het Engels voetbalelftal.

## Clubcarrière
Gibbs-White kwam in 2008 in de jeugdopleiding van Wolverhampton Wanderers terecht. Zijn professionele debuut maakte de middenvelder op 14 februari 2017, toen met 0–1 verloren werd van Wigan Athletic door een doelpunt van Jake Buxton. Gibbs-White begon op de reservebank en hij mocht van coach Paul Lambert na drieënzestig minuten invallen voor Lee Evans. Hij tekende in januari 2018 een vernieuwde verbintenis bij Wolverhampton Wanderers, tot medio 2022. In het seizoen 2017/18 werd de club kampioen van het Championship, waardoor Wolverhampton het seizoen 2018/19 uit ging komen in de Premier League.
Medio 2020 verlengde de middenvelder zijn contract bij Wolverhampton en werd hij verhuurd aan Swansea City. In de winterstop werd hij teruggehaald door Wolverhampton. Gibbs-White werd in de zomer van 2021 voor de tweede maal verhuurd; ditmaal nam Sheffield United hem over.
Na deze verhuurperiode speelde de middenvelder nog twee competitiewedstrijd voor Wolverhampton, voor Nottingham Forest hem overnam. De promovendus betaalde circa dertig miljoen euro voor de overgang en gaf hem een contract voor vijf seizoenen. Voorafgaand aan het seizoen 2024/25 leek Tottenham Hotspur een vaste verkoopclausule te activeren. Nottingham Forest dreigde echter met juridische stappen, omdat Tottenham Gibbs-White illegaal had benaderd. De transfer klapte en de speler verlengde zijn contract met een jaar.

## Clubstatistieken
| Seizoen | Club                    | Competitie     | Competitie | Competitie | Beker | Beker | Internationaal | Internationaal | Totaal | Totaal |
| Seizoen | Club                    | Competitie     | Wed.       | Dlp.       | Wed.  | Dlp.  | Wed.           | Dlp.           | Wed.   | Dlp.   |
| ------- | ----------------------- | -------------- | ---------- | ---------- | ----- | ----- | -------------- | -------------- | ------ | ------ |
| 2016/17 | Wolverhampton Wanderers | Championship   | 7          | 0          | 1     | 0     | —              | —              | 8      | 0      |
| 2017/18 | Wolverhampton Wanderers | Championship   | 13         | 0          | 2     | 0     | —              | —              | 15     | 0      |
| 2018/19 | Wolverhampton Wanderers | Premier League | 26         | 0          | 5     | 0     | —              | —              | 31     | 0      |
| 2019/20 | Wolverhampton Wanderers | Premier League | 7          | 0          | 2     | 0     | 7              | 1              | 16     | 1      |
| 2020/21 | → Swansea City          | Championship   | 5          | 1          | 1     | 0     | —              | —              | 6      | 1      |
| 2020/21 | Wolverhampton Wanderers | Premier League | 11         | 1          | 2     | 0     | —              | —              | 13     | 1      |
| 2021/22 | Wolverhampton Wanderers | Premier League | 2          | 0          | 1     | 1     | —              | —              | 3      | 1      |
| 2021/22 | → Sheffield United      | Championship   | 37         | 12         | 0     | 0     | —              | —              | 37     | 12     |
| 2022/23 | Wolverhampton Wanderers | Premier League | 2          | 0          | 0     | 0     | —              | —              | 2      | 0      |
| 2022/23 | Nottingham Forest       | Premier League | 35         | 5          | 3     | 0     | —              | —              | 38     | 5      |
| 2023/24 | Nottingham Forest       | Premier League | 37         | 5          | 5     | 1     | —              | —              | 42     | 6      |
| 2024/25 | Nottingham Forest       | Premier League | 34         | 7          | 4     | 0     | —              | —              | 38     | 7      |
| 2025/26 | Nottingham Forest       | Premier League | 0          | 0          | 0     | 0     | 0              | 0              | 1      | 0      |
| Totaal  | Totaal                  | Totaal         | 217        | 31         | 26    | 2     | 7              | 1              | 250    | 34     |

Bijgewerkt op 18 augustus 2025.

## Interlandcarrière
Konsa maakte zijn debuut in het Engels voetbalelftal op 7 september 2024, toen een wedstrijd in de UEFA Nations League gespeeld werd tegen Ierland. Door doelpunten van Declan Rice en Jack Grealish werd het duel met 0–2 gewonnen. Van interim-bondscoach Lee Carsley moest Gibbs-White op de reservebank aan de wedstrijd beginnen. Hij viel in de zevenenzestigste minuut in voor Grealish. De andere Engelse debutant dit duel was Angel Gomes (Lille).
| Interlands van Morgan Gibbs-White voor Engeland | Interlands van Morgan Gibbs-White voor Engeland | Interlands van Morgan Gibbs-White voor Engeland | Interlands van Morgan Gibbs-White voor Engeland | Interlands van Morgan Gibbs-White voor Engeland | Interlands van Morgan Gibbs-White voor Engeland |
| №                                               | Datum                                           | Wedstrijd                                       | Uitslag                                         | Competitie                                      | Goals                                           |
| Als speler bij Nottingham Forest                | Als speler bij Nottingham Forest                | Als speler bij Nottingham Forest                | Als speler bij Nottingham Forest                | Als speler bij Nottingham Forest                | Als speler bij Nottingham Forest                |
| ----------------------------------------------- | ----------------------------------------------- | ----------------------------------------------- | ----------------------------------------------- | ----------------------------------------------- | ----------------------------------------------- |
| 1                                               | 7 september 2024                                | Ierland – Engeland                              | 0 – 2                                           | Nations League 2024/25                          |                                                 |
| 2                                               | 14 november 2024                                | Griekenland – Engeland                          | 0 – 3                                           | Nations League 2024/25                          |                                                 |
| 3                                               | 7 juni 2025                                     | Andorra – Engeland                              | 0 – 1                                           | WK 2026 kwalificatie                            |                                                 |
| 4                                               | 10 juni 2025                                    | Engeland – Senegal                              | 1 – 3                                           | Vriendschappelijk                               |                                                 |

Bijgewerkt op 18 augustus 2025.

## Erelijst
| Competitie              |                         |                         |                         |                         |
| Competitie              | Aantal                  | Jaren                   |                         |                         |
| Wolverhampton Wanderers | Wolverhampton Wanderers | Wolverhampton Wanderers | Wolverhampton Wanderers | Wolverhampton Wanderers |
| ----------------------- | ----------------------- | ----------------------- | ----------------------- | ----------------------- |
| Championship            | 1                       | 2017/18                 |                         |                         |
| Engeland –17            |                         |                         |                         |                         |
| WK –17                  | 1                       | 2017                    |                         |                         |
| Engeland –21            |                         |                         |                         |                         |
| EK –21                  | 1                       | 2023                    |                         |                         |